# Non-Violence
Non-Violence, ikke-vold, er en bronzeskulptur af Carl Fredrik Reuterswärd som forestiller en revolver med en knude på løbet. På Skissernas museum i Lund findes en skitse til pistolen hvor Reuterswärd beskriver at det var sorgen efter mordene på Bob Crane og John Lennon som fik ham til at udforme skulpturen.
Værket er opstillet flere steder i verden, blandt andet uden for Forenede Nationers hovedkvarter i New York, i Berlin og i Peking.

## Galleri
- Göteborg
- Täby
- Borås
- Stockholm

## Eksternt link
- Side med foto af skulpturen Non-Violence (i forskellige versioner) rundt om i verden

40°45′03″N 73°58′04″V / 40.7508°N 73.9678°V